# Chrysobothris vivida
Chrysobothris vivida es una especie de escarabajo del género Chrysobothris, familia Buprestidae. Fue descrita científicamente por Knull en 1952.